# Kandy
Kandy (கண்டி in Lingua tamil) è un'antica città, conosciuta anche con il nome di Maha Nuvara o Senkadagalapura, situata nel centro dello Sri Lanka.

## Geografia fisica
Kandy è il capoluogo della provincia Centrale, che comprende i distretti di Kandy, Matale e Nuwara Eliya, e del distretto amministrativo di Kandy. Essa sorge in una zona collinare a circa 500 m s.l.m., sulle rive di un piccolo lago artificiale. La popolazione è di 110 049 abitanti (dati censimento 2001).

## Storia
La città di Kandy fu fondata nel XIV secolo. Nel 1592 divenne la capitale del regno, a causa della sua posizione più facilmente difendibile, dopo che le zone costiere dell'isola erano state conquistate dai colonizzatori portoghesi. Fu soltanto nel 1815 che cadde nelle mani dei conquistatori britannici, che deposero l'ultimo re Sri Wikrama Rajasingha.

## La reliquia del sacro dente di Buddha

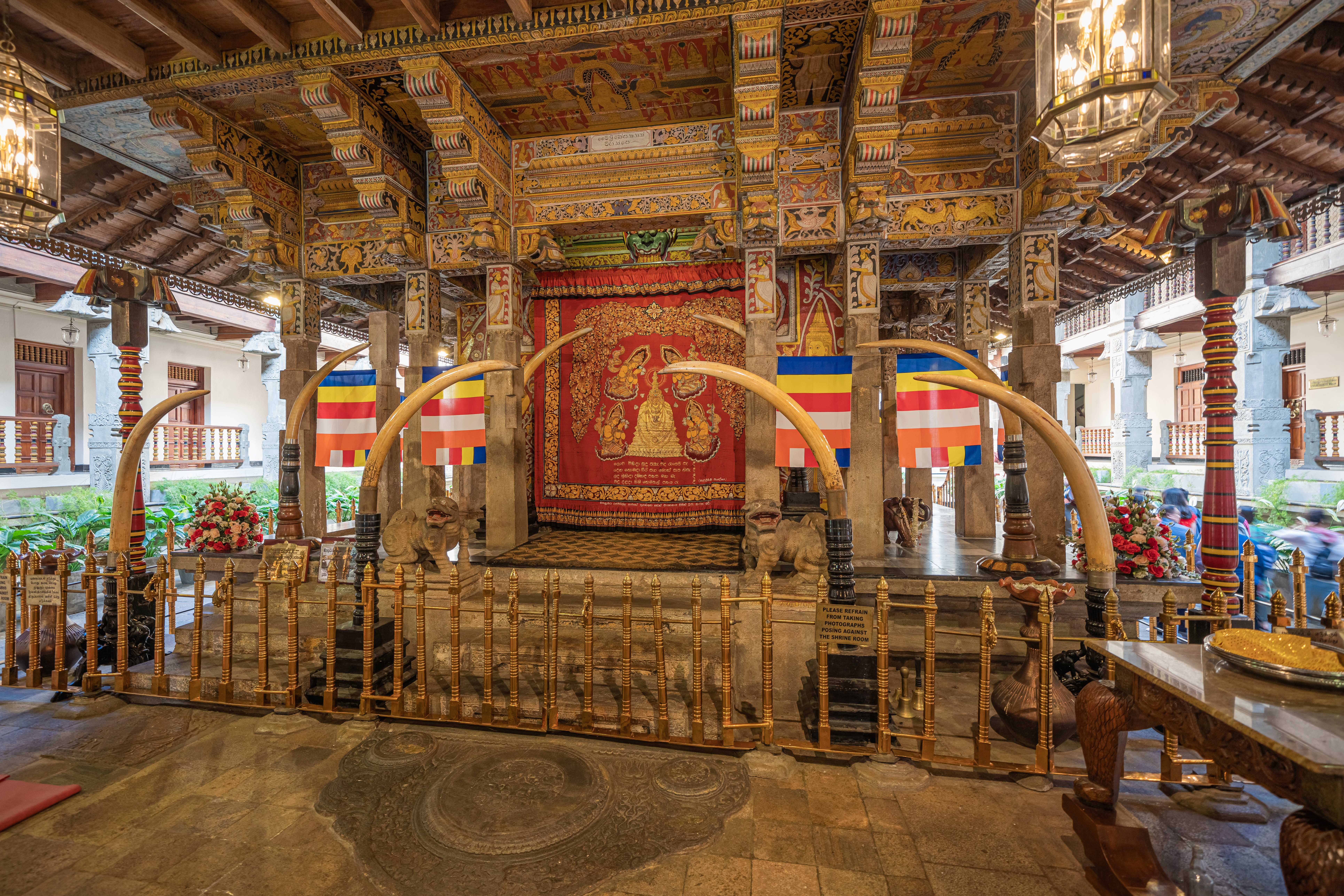
Interno del tempio del sacro dente

Il tempio dove è custodita la reliquia del sacro dente (Sri Dalada Maligawa) sorge in città, all'interno del complesso del Palazzo Reale di Kandy. Esso rappresenta uno dei maggiori centri di pellegrinaggio buddhista. Secondo la leggenda, alla morte di Buddha il suo corpo fu cremato su una pira di legno di sandalo a Kusinara in India, ma il suo dente canino sinistro fu recuperato da Arahat Khema che lo affidò al re Brahmadatte.

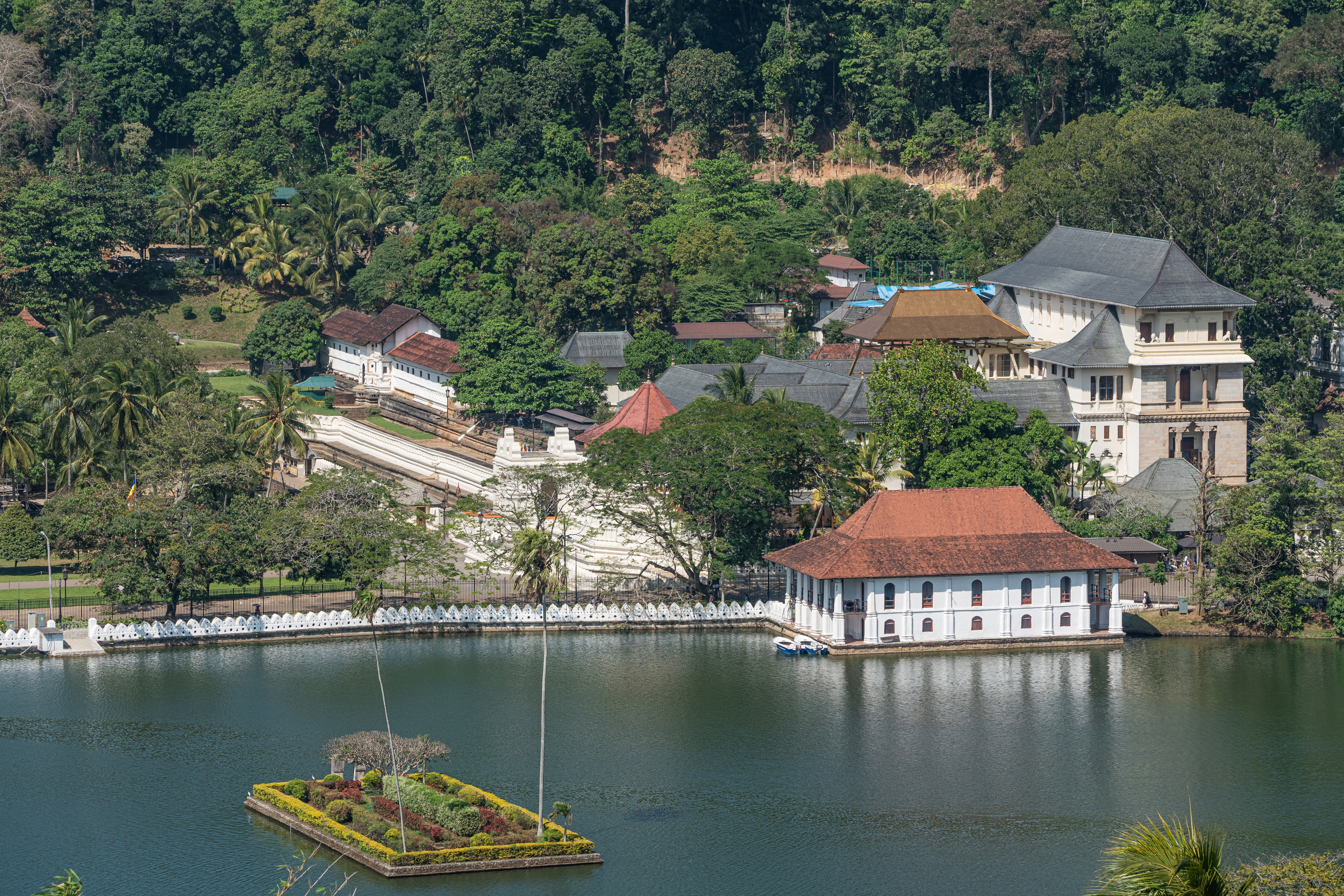
Il tempio del sacro dente dalla sponda opposta del lago

 La reliquia divenne non soltanto proprietà del re, ma anche simbolo e base di legittimazione del diritto del re di governare la sua terra, tanto che vi furono guerre per assicurarsi il possesso della reliquia, che era conservata nella città di Dantapuri (l'attuale città di Puri nello stato indiano di Orissa).
Nel IV secolo la reliquia apparteneva al re Guhasiva di Kalinga, il quale, temendo che potesse finire nelle mani dei suoi nemici, lo affidò a sua figlia, la principessa Hemamali, che insieme al marito Dantakumara lo trasportò segretamente in Sri Lanka nascondendolo nella propria acconciatura.

## La festa diEsala Perahera
Esala Perahera è una grande festa che ha luogo a Kandy nel periodo tra luglio e agosto. È una festa buddhista che consiste in una processione di elefanti riccamente decorati, accompagnati da un grande raduno di danzatori in onore di Buddha. La festa richiama un pubblico molto numeroso ed è divenuta un vero e proprio simbolo per l'intero Sri Lanka.